# Bill Froberg
William (Bill) Froberg (Weymouth, Massachusetts, 7 november 1957 – Bilthoven, 19 december 2020) was een Amerikaans honkballer en in Nederland actieve honkbalcoach.
Froberg groeide op in Boston waar hij honkbalde en het bracht tot een contract bij de Kansas City Royals waarvoor hij in de Rookie League uitkwam. Hierna werd hij honkbalcoach. Hij wass sinds de jaren woonachtig in Bilthoven in Nederland en heeft vele clubs uit de hoofdklasse gecoacht. In 1997 was hij tevens scouting-coördinator voor de Atlanta Braves. Hij was als coach actief bij HMS, Haarlem Nicols, Twins, Quick en Neptunus. Met deze laatste club nam hij in 2002 deel aan de Holland Series en de Europese Kampioenschappen. Tussen 1999 en 2003 en in 2007 was hij tevens de manager van Jong Oranje. Met deze ploeg won hij in 2001 de Koninkrijksspelen en in 2003 de Europese titel. In 2003 was Froberg benchcoach bij HCAW onder Nelson Orman en in de seizoenen 2004 en 2005 was hij hoofdcoach. In beide jaren bereikte HCAW onder zijn leiding de Holland Series en nam tevens deel aan de Europese Kampioenschappen. In 2007 werd Froberg toegevoegd aan de coachingstaf van het Nederlands Honkbalteam als benchcoach ter voorbereiding op het Wereldkampioenschap in Taiwan. In 2009 was hij actief als benchcoach en eerste-honkcoach voor het team tijdens de World Baseball Classic. Op 24 augustus 2009 maakte hij zijn rentree bij HCAW als hoofdcoach als opvolger van Jurjan Koenen wat hij zou blijven doen tot 1 juni 2011 toen hij vanwege tegenvallende resultaten door de vereniging werd ontslagen.  Na zijn vertrek in 2011 zette hij een Academy in Bussum op en gaf diverse gasttrainingen. Hij was in 2012 nog eenmaal actief in Oosterhout. In het dagelijks leven werkte hij in Utrecht bij Capgemini.
Hij werd ernstig ziek en uiteindelijk overleed hij op 63-jarige leeftijd aan COVID-19.